# Angela Cazac
Angela Cazac (Ciobanovca, URSS, 13 de junio de 1971) es una deportista rumana que compitió en remo. Ganó dos medallas de oro en el Campeonato Mundial de Remo, en los años 1997 y 1998, ambas en la prueba de ocho con timonel.

## Palmarés internacional
| Campeonato Mundial | Campeonato Mundial     | Campeonato Mundial | Campeonato Mundial |
| Año                | Lugar                  | Medalla            | Prueba             |
| ------------------ | ---------------------- | ------------------ | ------------------ |
| 1997               | Aiguebelette (Francia) | Medalla de oro     | Ocho con timonel   |
| 1998               | Colonia (Alemania)     | Medalla de oro     | Ocho con timonel   |